# Yoon Suk-yeol
Yoon Suk-yeol, (koreanska: 윤석열) född 18 december 1960 i Seoul, är en sydkoreansk politiker. Han valdes till Sydkoreas president i valet den 9 mars 2022 och tillträdde den 10 maj 2022 Yoon Suk-Yeol representerar det konservativa partiet Folkets maktparti och besegrade den liberala kandidaten Lee Jae-Myung från det styrande Demokratiska partiet. Yoon Suk-yeol avsattes som president 4 april 2025 efter att ha ställts inför riksrätt till följd av händelserna under den konstitutionella krisen i Sydkorea 2024.
Han har även varit Sydkoreas statsadvokat (2019–2021)
Sedan 2012 är han gift med Kim Keon-hee.

## Politisk kris i Sydkorea
Yoon Suk-yeol väckte uppmärksamhet när han i ett tal 3 december utlyste undantagstillstånd och meddelade krigslagar skulle införas med omedelbar verkan i Sydkorea. Undantagstillståndet innebar bland annat att medier sattes under statlig kontroll, alla vårdanställda beordrades tillbaka till sina arbeten och all politisk aktivitet förbjöds. Han motiverade beslutet med att han ville ”säkra Sydkorea från de hot som Nordkoreas kommuniststyrkor utgör” och att ”den parlamentariska processen hålls som gisslan”.
Beslutet väckte stora protester från såväl oppositionen som från folket och några timmar senare röstade ett enhälligt parlament för att upphäva krigslagarna. Senare under natten höll presidenten Yoon ett nytt tal där han meddelade att krigslagarna inte längre gällde. Officiellt varade krigslagarna i sex timmar.
Lördagen den 14 december fälldes Yoon i en riksrättsomröstning i parlamentet. 204 ledamöter röstade för och 85 emot. Sydkoreas konstitutionsdomstol kommer att avgöra om beslutet ska upprätthållas och Yoon avsättas eller ej. Han är avstängd från ämbetet och den 31 december 2024 utfärdades en arresteringsorder mot honom. Yoon infann sig dock inte för förhör och lät sig inte gripas förrän 15 januari 2025 då över 3 000 poliser inledde en operation som efter fem timmar ledde till att han slutligen greps i sitt residens.
Den 4 april 2025 avsatte Sydkoreas författningsdomstol Yoon Suk-yeol som president. En enig domstol konstaterade att han bröt mot lagen när han införde krigslagar. Chefsdomaren beskrev hans agerande som ett ”svek av folkets förtroende” som ledde till kaos i hela landet, Att dessutom skicka militären mot landets parlament var ett allvarligt brott mot konstitutionen.
Den 17 maj lämnade Yoon Folkets maktparti. Han gav sitt stöd till Kim Moon-soo vid presidentvalet 2025 som följde hans avsättande. Yoon efterträddes på presidentposten av Lee Jae-myung.